# Saint-Amant-de-Bonnieure
 Saint-Amant-de-Bonnieure  là một xã ở tỉnh Charente phía tây nước Pháp. Xã này có diện tích 10,67 kilômét vuông, dân số năm 1999 là 314 người. Khu vực này có độ cao trung bình 73 mét trên mực nước biển.